# Maxim Mariani
Maxim Mariani (3 november 2004) is een Nederlands voetballer die als verdediger voor FC Groningen speelt.

## Carrière
Mariani begon met voetballen bij Be Quick 1887 en maakte op jonge leeftijd de overstap naar de jeugdafdeling van FC Groningen en kwam te spelen in de onder-12. In de winterstop van het seizoen 2022/23 mocht hij met de A-selectie mee op trainingskamp en trainde al regelmatig mee met met het eerste elftal. In 2023 tekende Mariani een contract tot medio 2025 met een optie tot nog een jaar. In september 2024 werd Mariani definitief toegevoegd aan de selectie van het eerste elftal van FC Groningen. Op 29 november 2024 maakte hij, in de met 0-1 verloren thuiswedstrijd tegen Go Ahead Eagles, zijn officiële debuut voor de club uit Groningen.